# Broncho Billy's Mexican Wife (film 1912)
Broncho Billy's Mexican Wife è un cortometraggio muto del 1912 scritto, prodotto, interpretato e diretto da Gilbert M. 'Broncho Billy' Anderson.
Nel 1915, Anderson ne girerà un remake dallo stesso titolo.

## Trama
Broncho Billy sposa Lolita, una messicana, ma si rende ben presto conto che la donna lo tradisce con un mariachi. Lolita, per liberarsi del marito, lo fa arrestare ma Billy riesce a scappare volendo vendicarsi. Scopre però che i due amanti sono già stati uccisi da un'altra donna, una fidanzata gelosa e vendicativa che era stata respinta dal musicista.

## Produzione
Il film fu prodotto dalla Essanay Film Manufacturing Company. Venne girato a Niles. Gilbert M. 'Broncho Billy' Anderson, fondatore della casa di produzione Essanay (che aveva la sua sede a Chicago), aveva individuato nella cittadina californiana di Niles il luogo ideale per trasferirvi una sede distaccata della casa madre. Niles diventò, così, il set dei numerosi western prodotti da Anderson.

## Distribuzione
Distribuito dalla General Film Company, il film - un cortometraggio in una bobina - uscì nelle sale cinematografiche USA il 30 novembre 1912.
Copia della pellicola - un positivo 35 mm - è conservata negli archivi dell'International Museum of Photography and Film at George Eastman House.